# Barytherium
Barytherium is geslacht van uitgestorven slurfdieren uit de Barytheriidae. Dit geslacht leefde tijdens het Eoceen. Fossielen zijn gevonden in het Egyptische Fajoem, Libië en Oman.
Barytherium behoorde tot een aftakking in de evolutie van de slurfdieren. Het had het formaat van een hedendaagse Aziatische olifant, maar was slanker gebouwd. Barytherium had acht korte slagtanden met vier in zowel de boven- als de onderkaak. Isotoopanalyse wijst er op dat Barytherium zich voedde met zoetwaterplanten en in zoetwatermoerassen leefde.